# كارل كوك
كارل كوك (بالإنجليزية: Carl Cook)‏ هو شخصية أعمال أمريكي، ولد في 10 نوفمبر 1962.